# Bulgarien ved vinter-OL 2018
Bulgarien deltog i vinter-OL 2018 i Pyeongchang, Sydkorea i perioden 9. – 25. februar 2018.

## Deltagere
Følgende atleter vil deltage i nedennævnte sportsgrene: 
| Sportsgren    | Herrer | Damer | Total |
| ------------- | ------ | ----- | ----- |
| Alpint skiløb | 2      | 1     | 3     |
| Langrend      | 2      | 1     | 3     |
| Kælk          | 1      | 0     | 1     |
| Snowboard     | 1      | 2     | 3     |
| Skihop        | 1      | 0     | 1     |
| Skiskydning   | 5      | 5     | 10    |
| Total         | 12     | 9     | 21    |

## Medaljer
| 2018 Pyeongchang | Guld | Sølv | Bronze | Total |
| Bulgarien        | 0    | 0    | 0      | 0     |